# Duguetia latifolia
Duguetia latifolia é uma espécie de magnólia. Foi descrito pela primeira vez por Robert Elias Fries .  Duguetia latifolia pertence ao gênero Duguetia, e à família Annonaceae.